# Ivan Vasiljevič Argamakov
Ivan Vasiljevič Argamakov (rusko Иван Васильевич Аргамаков), ruski general, * 1763, † 1834.
Bil je eden izmed pomembnejših generalov, ki so se borili med Napoleonovo invazijo na Rusijo; posledično je bil njegov portret dodan v Vojaško galerijo Zimskega dvorca.

## Življenje
1. januarja 1775 je pričel z vojaškim šolanjem in 1. januarja 1789 je kot stotnik vstopil v Kazanski kirasirski polk. Sodeloval je v bojih proti Švedom in nato proti Poljakom; vmes je bil premeščen v Sofijski kirasirski polk. 
Leta 1805 je sodeloval v bitki pri Austerlitzu in 23. aprila 1806 je bil povišan v polkovnika. Leta 18808 se je ponovno bojeval proti Švedom. 
15. novembra 1807 je postal poveljnik Jamburskega dragonskega polka in 11. novembra 1809 poveljnik Vladimirskega dragonskega polka; z njim je bil poslan na Kavkaz, kjer je ostal do leta 1811, nato pa bil premeščen na Krim.
V začetku leta 1812 je bil dodeljen 24. brigadi 8. konjeniške divizije. Sodeloval je v bojih vse do leta 1814; 16. maja 1815 je bil povišan v generalmajorja. Istega leta je postal poveljnik 1. brigade 2. konjeniške lovske divizije.
14. januarja 1816 je bil upokojen zaradi zdravstvenih problemov.